# Hadena zobira
Hadena zobira là một loài bướm đêm trong họ Noctuidae.